# Neco Williams
Neco Shay Williams (Wrexham, 13 de abril de 2001) é um futebolista galês que atua como lateral-direito. Atualmente, joga pelo Nottingham Forest.

## Carreira

### Liverpool
Chegou ao Liverpool em 2009, aos 8 anos de idade, para defender as categorias de base dos Reds. Em 2017, sofreu uma lesão grave nas costas que o deixou afastado por vários jogos, voltando para ser um dos principais nomes do elenco campeão da FA Youth Cup de 2018–19.
Sua primeira partida como profissional foi na Copa da Liga Inglesa, em outubro de 2019, tendo sido o responsável pelo passe que resultou no gol de Divock Origi no empate por 1 a 1 com o Arsenal; na decisão por pênaltis, os Reds venceram por 5 a 4. Em dezembro do mesmo ano, foi integrado ao elenco principal e fez parte do time campeão da Copa do Mundo de Clubes da FIFA, embora não tivesse entrado em campo. Ainda disputou 4 jogos pela Copa da Inglaterra, contra Everton, Shrewsbury Town (neste último, o Liverpool usou um time mesclado por jogadores da base e reservas, resultando no onze inicial mais jovem da história da equipe, com 19 anos e 2 dias) e Chelsea.
A estreia de Williams na Premier League foi na vitória por 4 a 0 sobre o Crystal Palace, entrando no lugar de Trent Alexander-Arnold aos 29 minutos da segunda etapa, e o primeiro jogo como titular foi contra o Brighton & Hove Albion, disputando 46 minutos e levando um cartão amarelo.

### Fulham
Williams foi emprestado para o Fulham para disputa da Segunda Divisão na segunda metade da temporada 2021/22, campeão do campeonato, onde fez 14 jogos no campeonato, marcando dois gols e dando duas assistências para o time do oeste de Londres, assim finalizou sua passagem.

### Nottingham Forest
Em 11 de julho de 2022 Williams foi anunciado como jogador do Nottingham Forest  comprado junto ao Liverpool por €20 milhões.

## Seleção Galesa de Futebol
Williams fez parte do elenco da Seleção Galesa de Futebol da Eurocopa de 2020.

## Estatísticas
Atualizado até 11 de julho de 2020
| Equipe        | Temporada | Campeonato nacional | Campeonato nacional | Campeonato nacional | Copa nacional | Copa nacional | Copa da Liga | Copa da Liga | Competições continentais | Competições continentais | Outras competições | Outras competições | Total | Total |
| Equipe        | Temporada | Divisão             | Jogos               | Gols                | Jogos         | Gols          | Jogos        | Gols         | Jogos                    | Gols                     | Jogos              | Gols               | Jogos | Gols  |
| ------------- | --------- | ------------------- | ------------------- | ------------------- | ------------- | ------------- | ------------ | ------------ | ------------------------ | ------------------------ | ------------------ | ------------------ | ----- | ----- |
| Liverpool     | 2019–20   | Premier League      | 5                   | 0                   | 4             | 0             | 1            | 0            | 0                        | 0                        | 0                  | 0                  | 10    | 0     |
| Liverpool U21 | 2019–20   | —                   | —                   | —                   | —             | —             | —            | —            | —                        | —                        | 2[a]               | 2                  | 2     | 2     |
| Total         | Total     | Total               | 5                   | 0                   | 4             | 0             | 1            | 0            | 0                        | 0                        | 2                  | 2                  | 12    | 2     |

- a. ^ Jogos da EFL Trophy

## Títulos
Liverpool
- Premier League: 2019–20[11]
- Copa do Mundo de Clubes da FIFA: 2019
- FA Youth Cup: 2018–19[12]